# André Brenot
André (Jean, Paul, Marie) Brenot, né le 12 mai 1923 à Besançon (Doubs) et mort en action le 5 septembre 1944 à Montferrand-le-Château, est un résistant français,.
Étudiant-horloger au lycée Jules-Haag, il rejoint les Forces françaises de l'intérieur et le groupe Ognon-Doubs à Mazerolles-le-Salin. Participant à la Libération de Besançon, il est tué à l'ennemi en même temps que Henri Angonnet et Marcel Capiomont,. Il est reconnu mort pour la France, interné et déporté résistant, récipiendaire de la médaille de la Résistance à titre posthume le 11 juillet 1958, cité à Besançon à Notre-Dame de la Libération, au monument aux morts, au Livre d’Or des habitants morts pour la France, ainsi qu'à Mazerolles-le-Salin et Montferrand-le-Château aux monuments aux morts.